# Monumento ao camundongo de laboratório
O monumento ao camundongo de laboratório é uma escultura localizada na cidade de Novosibirsk, na Sibéria, Rússia. Localizado em um parque em frente ao Instituto de Citologia e Genética da Academia Ciências da Rússia, foi concluído em 1 de julho de 2013, coincidindo com os 120 anos de fundação da cidade.
De acordo com Nikolai Kolchanov, diretor do instituto, o monumento representa a gratidão da humanidade pelo animal que é utilizado em pesquisas genéticas, para entender  mecanismos biológicos e fisiológicos, no desenvolvimento de novas drogas e na cura de doenças.

## Descrição
A escultura, feita por Andrew Kharkevich, apresenta um camundongo antropomorfizado, com óculos e jaleco de cientista, tricotando a dupla hélice do DNA.